# L'australieno
L'australieno (As Time Goes By) è un film del 1988, diretto da Barry Peak. È una commedia fantascientifica imperniata sulla satira di costume e sulla fantascienza dei viaggi nel tempo, con un'ambientazione fantawestern che ha come cornice l'Outback australiano. Il titolo originale As Time Goes By rimanda alla celebre canzone della colonna sonora del film Casablanca.

## Trama
Un ragazzo incontra diversi personaggi bizzarri fra cui un alieno e dovrà affrontare il tempo stesso.

## Critica
(Fantafilm)